# Daisuke Namikawa

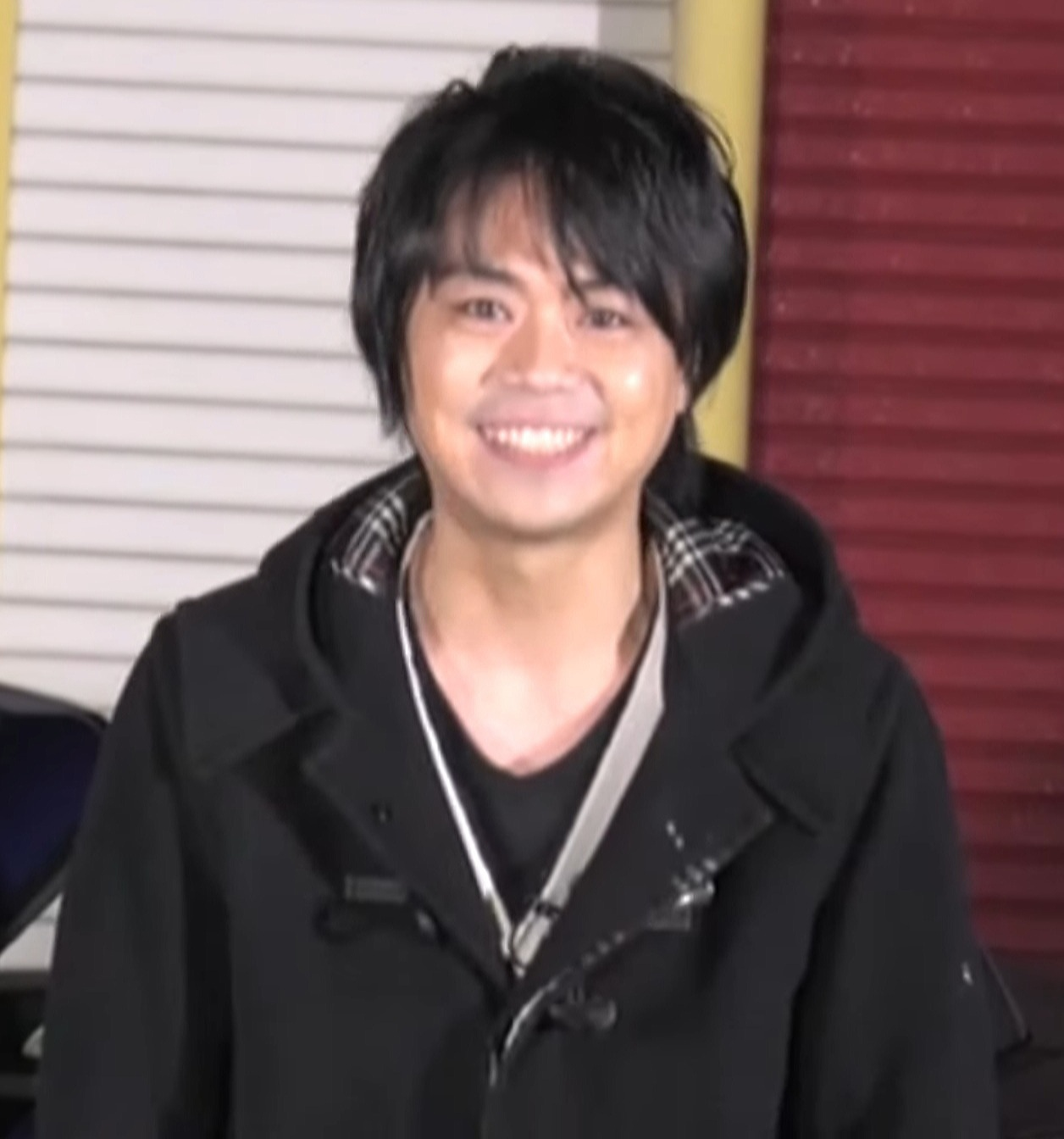
Daisuke Namikawa, 2020

Daisuke Namikawa (japanisch 浪川大輔; * 2. April 1976 in Tokio) ist ein japanischer Synchronsprecher (Seiyū) und Schauspieler.
Daisuke Namikawa gründete im Februar 2016 die Agentur Stay-Luck. Er ist unter anderem die japanische  Feststimme von Elijah Wood und Hayden Christensen.

## Rollen (Auswahl)
- Arc the Lad (Elk)
- Beyblade (Hiro Granger (Jin))
- Black Lagoon (Rock)
- Blade of the Immortal (Araya Kawakami)
- Blue Dragon (Giro)
- Danball Senki (Kazuya Aoshima)
- Fairy Tail (Jellal Fernandes)
- Fate/stay night (Waver Velvet)
- Gantz (Kei Kurono)
- Gilgamesh (Tatsuya Madoka)
- Haikyu!! (Tooru Oikawa)
- Hetalia: Axis Powers (Italien (Nord- und Süditalien))
- Himitsu – Top Secret (Ikkō Aoki)
- Hoshin Engi (Kaiser Chu)
- Hunter × Hunter (Hisoka)
- JoJo’s Bizarre Adventure: Stone Ocean (Narciso Anasui)
- K Project (Yashiro Isana)
- Kobato. (Ginsei)
- Kurokami (Keita Ibuki)
- Level E (Prinz)
- Lupin Sansei (Goemon Ishikawa)
- Lupin III.: The Woman Called Fujiko Mine (Goemon Ishikawa)
- Mahō Tsukai ni Taisetsu na Koto – Natsu no Sora (Kōji Kuroda)
- Mononoke (Sōgen)
- Murder Princess (Dunkler Ritter)
- Nabari no Ō (Thobari Kumohira Durandal)
- Nah bei dir – Kimi ni Todoke (Shōta Kazehaya)
- Odin Sphere (Kornelius)
- One Punch Man (Doktor Genus)
- Onegai Twins (Maiku Kamishiro)
- Persona 4: The Animation (Yū Nurakami)
- Prison School (Jōji „Joe“ Nezu)
- Reborn! (Giotto (Primo))
- Saraiya Goyō (Masanosuke Akitsu)
- Senkō no Night Raid (Kazura Iha)
- Shin Megami Tensei: Persona 4 (Protagonist)
- The Heroic Legend of Arslan (Narsus)
- The Third (Iks)
- Twin Star Exorcists: Onmyoji (Arima Tsuchimikado)
- Violet Evergarden (Gilbert Bougainvillea)
- Haikyu!! (Tooru Oikawa)
- Zetman (Jin Kanzaki)
- 07-Ghost (Mikage)